# Nyamimange
Nyamimange è una circoscrizione rurale (rural ward) della Tanzania situata nel distretto di Butiama, regione del Mara. Conta una popolazione di 5 203 abitanti (censimento 2012).